# Phil Carmen
Phil Carmen, geboren als Herbert Hofmann (Luzern, 14 februari 1953), is een Zwitserse musicus en producent. Hij werd in 1985 bekend door het jazzy popnummer On My Way in L.A.

## Biografie
Herbert Hofmann groeide op in Frankfurt en in Luzern (Zwitserland). Hij ging naar het conservatorium in Luzern en volgde een opleiding als accountant. In 1967 was Hofmann orkestleider van de schoolband The High Lifes in Stans. In 1972 richtte hij het Herbie Hofmann sextet op naar het model van Pepe Lienhard. De band bereikte een belangrijk doel door te spelen op het toen zeer populaire TCS-bal in het Luzern Cultuur- en Congrescentrum. In 1973 creëerde deze formatie de eerste professionele opnamen voor een single in een studio in Wettingen. In 1970 was Hoffmann bandleider van de band The Green Fog, die in Oberdorf (Nidwalden) repeteerde. De band trad op in Obwalden en Nidwalden. Aan het begin van de jaren 1970 nam Herbert Hofmann de winkel "Amberg" in Stans over, waar hij zowel lp's en singles als gitaren verkocht. Op de benedenverdieping gaf hij gitaarles. Gedurende deze tijd was Hofmann ook lid van de band Apaches van Angy Burri.
Tijdens de jaren 1970 nam Hofmann de artiestennaam Phil Carmen aan en begon in 1975 een carrière als muzikant. Met bassist Mike Thompson (eigenlijk: Marcel Galuzzi) richtte hij het duo Carmen & Thompson op, dat voornamelijk countrymuziek speelde. In 1980 stond de single Time Moves On op #31 in de Italiaanse hitlijsten en met het nummer Follow Me namen ze deel aan het Festival van San Remo in 1981. Na zeven jaar podiumervaring richtte Phil Carmen in 1982 de Picar Studios op in Stein am Rhein (Zwitserland). Twee soloalbums zijn hier gemaakt, maar werden genegeerd. Pas in 1985 brak hij door met de lp Walkin' the Dog. De uitgebrachte single On My Way in L.A. werd zijn grootste succes en klom in de zomer van 1985 naar #18 in Duitsland en #9 in Zwitserland. Daarnaast werd het nummer in 1988 gebruikt in de televisieserie Wilder Westen inclusive. Het album Walkin' the Dog bereikte #3 in Zwitserland.
Zijn album Wise Monkeys werd uitgebracht in 1986. Terwijl de lp #1 was in de Zwitserse hitlijsten, klom de single Moonshine Still naar #10 in de hitlijsten. In Duitsland was dit album een flop. Zijn laatste succesvolle album als soloartiest was City Walls uit 1987, waarmee hij #10 bereikte in de Zwitserse hitlijsten. In 1986 richtte hij de countryband Clover Leaf op. In 1989 produceerde hij het Nena-album Wunder gescheh'n. Vervolgens kwamen er Clover Leaf-albums en compilaties op de markt. Pas in 1993 kwam het nieuwe studioalbum Skyline uit. Tegenwoordig is hij steeds meer betrokken bij dierenwelzijn en wijdde hij het lied God's Creation aan dit werk. In 1996 verscheen een album met covers van zijn favoriete muzikant Bob Dylan.

## Discografie

### Carmen & Thompson
- 1979: Time Moves On
- 1980: Time Moves On (single)
- 1980: No Chance Romance
- 1981: Follow Me (single)
- 19??: Indian Queens (single)
- 19??: The Sun Goes Down (single)
- 1994: Greatest Hits

### Phil Carmen (solo)

#### Albums
- 1982: Phrases, Patterns an' Shades
- 1982: Backfire
- 1985: Walkin' the Dog
- 1986: Wise Monkeys
- 1987: City Walls
- 1987: Live in Montreux
- 1987: Greatest Hits (Phil Carmen, Mike Thompson)
- 1988: Changes
- 1991: Drive
- 1993: No Strings Attached
- 1993: Skyline
- 1993: Great Hits (live)
- 1993: On My Way to L.A. (compilatie)
- 1994: Back From L.A. Live
- 1995: No sweat
- 1996: Bob Dylan's Dream
- 1999: On My Way in L. A. – Millennium Collection (2 cd's)
- 2007: Hits and Rarities
- 2014: Gold in my Hand

#### Singles
- 1982: Sin-City / Lovin' you
- 1983: Lovin You / Sometime
- 1985: On My Way in L.A.
- 1986: Borderline Down
- 1986: Moonshine Still
- 1986: Rain
- 1986: Cool Girl / Lindas Cafe (promo)
- 1987: Workaholic Slave (maxisingle)
- 1987: City Walls
- 1991: Borderline Down
- 1992: On My Way in L.A. (remix 1992)
- 1993: One Foot in Heaven
- 1993: Feelin' Alright
- 1993: Hey, Please Don't Go
- 1995: No Sweat
- ????: God's Creation

### Clover Leaf
- 1985: Clover Elixier (album)
- 1993: Born a Rider (album)

- Bibliothèque nationale de France: cb139941247 (data)
- Gemeinsame Normdatei: 13434376X
- International Standard Name Identifier: 0000 0003 6633 3943
- MusicBrainz: 516641ab-0e07-4e62-b2cb-e21d3c7f3289
- Virtual International Authority File: 233166184
- WorldCat: E39PBJkMJJvHPG86CbGjfbRFrq